# José Eudes Campos do Nascimento
José Eudes Campos do Nascimento (* 30. April 1966 in Barbacena) ist ein brasilianischer Geistlicher und römisch-katholischer Bischof von São João del-Rei.

Wappen von José Eudes Campos do Nascimento.

## Leben
Erzbischof Luciano Pedro Mendes de Almeida SJ weihte ihn am 15. August 1994 zum Diakon und am 22. April 1995 zum Priester des Erzbistums Mariana.
Papst Benedikt XVI. ernannte ihn am 27. Juni 2012 zum Bischof von Leopoldina. Die Bischofsweihe spendete ihm der Erzbischof von Mariana, Geraldo Lyrio Rocha, am 15. September desselben Jahres; Mitkonsekratoren waren Gil Antônio Moreira, Erzbischof von Juiz de Fora, und Francisco Barroso Filho, Altbischof von Oliveira. Die Amtseinführung im Bistum Leopoldina fand am 30. September 2012 statt. Als Wahlspruch wählte er Servus in amore.
Am 12. Dezember 2018 ernannte ihn Papst Franziskus zum Bischof von São João del-Rei. Die Amtseinführung erfolgte am 2. Februar 2019.